# Maktoum Bin Rashid Al Maktoumstadion
Het Maktoum Bin Rashid Al Maktoumstadion is een multifunctioneel stadion in Dubai, een stad in de Verenigde Arabische Emiraten. Het stadion wordt vooral gebruikt voor voetbalwedstrijden, de voetbalclub Al-Shabab maakt gebruik van dit stadion. In het stadion is plaats voor 12.000 toeschouwers. Het stadion werd vernoemd naar Maktoem III bin Rasjid Al Maktoem (1943–2006), emir van Dubai en minister-president en vicepresident van de Verenigde Arabische Emiraten.